# Llista d'espècies d'halonopròctids
Aquesta és la llista d'espècies d'halonopròctids (Halonoproctidae), una família de aranyes migalomorfes, descrita per Pocock el 1901 com un a subfamília dels ctenízids (Ctenizidae). La família conté dues subfamílies.

## Bothriocyrtum
Bothriocyrtum Simon, 1891
- Bothriocyrtum californicum (O. P.-@Cambridge, 1874) (espècie de tipus) — EUA
- Bothriocyrtum fabrile Simon, 1891 — Mèxic
- Bothriocyrtum tractabile Saito, 1933 — Taiwan

## Conothele
Conothele Thorell, 1878
- Conothele arboricola Pocock, 1899 — Gran Bretanya Nova
- Conothele birmanica Thorell, 1887 — Myanmar
- Conothele cambridgei Thorell, 1890 — Sumatra
- Conothele doleschalli Thorell, 1881 — Queensland
- Conothele ferox Bri, 1913 — Guinea Nova
- Conothele fragaria (Dönitz, 1887) — Japó
- Conothele giganticus Siliwal & Raven, 2015 - Índia
- Conothele gressitti (Roewer, 1963) — Micronèsia
- Conothele hebredisiana Berland, 1938 — Noves Hèbrides
- Conothele khunthokhanbi Kananbala, Bhubaneshwari & Siliwal, 2015 - Índia
- Conothele lampra (Chamberlin, 1917) — Desconegut
- Conothele limatior Kulczynski, 1908 — Guinea Nova
- Conothele malayana (Doleschall, 1859) (espècie de tipus) — Moluques, Guinea Nova, Austràlia
- Conothele nigriceps Pocock, 1898 — Illes Solomon
- Conothele spinosa Hogg, 1914 — Nova Guinea
- Conothele taiwanensis (Tso, Haupt & Zhu, 2003) — Taiwan
- Conothele trachypus Kulczynski, 1908 — Nova Bretanya
- Conothele truncicola Saaristo, 2002 — Seychelles
- Conothele vali Siliwal Et al., 2009 — Índia
- Conothele varvarti Siliwal Et al., 2009 — Índia

## Cyclocosmia
Cyclocosmia Ausserer, 1871
- Cyclocosmia lannaensis Schwendinger, 2005 — Xina, Tailàndia
- Cyclocosmia latusicosta Zhu, Zhang & Zhang, 2006 — Xina
- Cyclocosmia loricata (C. L. Koch, 1842) — Mèxic, Guatemala
- Cyclocosmia ricketti (Pocock, 1901) — Porcellana
- Cyclocosmia siamensis Schwendinger, 2005 — Tailàndia, Laos
- Cyclocosmia torreya Gertsch & Platnick, 1975 — EUA
- Cyclocosmia truncata (Hentz, 1841) (espècie de tipus) — EUA

## Hebestatis
Hebestatis Simon, 1903
- Hebestatis lanthanus Valerio, 1988 — Costa Rica
- Hebestatis theveneti (Simon, 1891) (espècie de tipus) — EUA

## Latouchia
Latouchia Pocock, 1901
- Latouchia bachmaensis Ono, 2010 — Vietnam
- Latouchia cornuta Cançó, Qiu & Zheng, 1983 — Xina
- Latouchia cryptica (Simon, 1897) — Índia
- Latouchia cunicularia (Simon, 1886) — Vietnam
- Latouchia davidi (Simon, 1886) (espècie de tipus) — Tibet
- Latouchia fasciata Bri, 1907 — Xina
- Latouchia formosensis Kayashima, 1943 — Taiwan
- Latouchia fossoria Pocock, 1901 — Xina
- Latouchia hunanensis Xu, Yin & Bao, 2002 — Xina
- Latouchia hyla Haupt & Shimojana, 2001 — Illes Ryukyu
- Latouchia japonica Bri, 1910 — Japó
- Latouchia kitabensis (Charitonov, 1946) — Àsia central
- Latouchia parameleomene Haupt & Shimojana, 2001 — Okinawa
- Latouchia pavlovi Schenkel, 1953 — Xina
- Latouchia swinhoei Pocock, 1901 — Okinawa, Illes Ryukyu
- Latouchia typica (Kishida, 1913) — Xina, Japó
- Latouchia vinhiensis Schenkel, 1963 — Xina

## Ummidia
Ummidia Thorell, 1875
- Ummidia absoluta (Gertsch & Mulaik, 1940) — EUA
- Ummidia aedificatoria (Westwood, 1840) — Portugal, Espanya, Marroc
- Ummidia algarve Decae, 2010 — Portugal
- Ummidia algeriana (Lucas, 1846) — Algèria, Tunísia
- Ummidia armata (Ausserer, 1875) — Desconegut
- Ummidia asperula (Simon, 1889) — Veneçuela
- Ummidia audouini (Lucas, 1835) — EUA
- Ummidia beatula (Gertsch & Mulaik, 1940) — EUA
- Ummidia carabivora (Atkinson, 1886) — EUA
- Ummidia celsa (Gertsch & Mulaik, 1940) — EUA
- Ummidia erema (Chamberlin, 1925) — EUA
- Ummidia funerea (Gertsch, 1936) — EUA
- Ummidia gandjinoi (Andreeva, 1968) — Tadjikistan
- Ummidia glabra (Doleschall, 1871) — Brasil
- Ummidia mischi Zonstein, 2014 - Afganistan
- Ummidia modesta (Bancs, 1901) — EUA
- Ummidia nidulans (Fabricius, 1787) — Índies Occidentals
- Ummidia oaxacana (Chamberlin, 1925) — Mèxic
- Ummidia picea Thorell, 1875 (espècie de tipus) — Espanya
- Ummidia pustulosa (Becker, 1879) — Mèxic
- Ummidia pygmaea (Chamberlin & Ivie, 1945) — EUA
- Ummidia rugosa (Karsch, 1880) — Costa Rica, Panamà
- Ummidia salebrosa (Simon, 1891) — St. Vincent
- Ummidia tuobita (Chamberlin, 1917) — EUA
- Ummidia zebrina (F. O. P.-@Cambridge, 1897) — Mèxic, Guatemala
- Ummidia zilchi Kraus, 1955 — Mèxic, El Salvador